# Doze
Doze (12), (do latim vulgar: dodece) é o número natural que segue o onze e precede o treze.

## Propriedades matemáticas
- O 12 é um número composto, que tem os seguintes fatores próprios: 1, 2, 3, 4 e 6. Como a soma dos seus factores é 16 > 12, trata-se de um número abundante.[2]

- O 12 é a base do antigo sistema de numeração duodecimal, que ainda se usa em certas situações (ver também dúzia, grosa, polegada).

- Pode ser escrito de forma única como a soma de dois números primos: {\displaystyle 12=5+7\,}.

Apesar disso tudo não é um quadrado perfeito, pois sua radiciação é aproximadamente 3.46410161513...

## No tempo e grau
Doze é um número muito conveniente por possuir múltiplos e divisores igualmente convenientes.
Os divisores:
- 12 = 2 x 2 x 3
- 12 = 4 x 3
- 12 = 2 x 6

Os múltiplos:
- 12 x 5 = 60
- 12 x 30 = 360